# Poursuites contre Donald Trump à New York
Le texte peut changer fréquemment, n’est peut-être pas à jour et peut manquer de recul. 
Le titre et la description de l'acte concerné reposent sur la qualification juridique retenue lors de la rédaction de l'article et peuvent évoluer en même temps que celle-ci.
The People of the State of New York v. Donald J. Trump (en français : « Le peuple de l'État de New York contre Donald J. Trump ») est une affaire judiciaire au cours de laquelle Donald Trump, le 45e président des États-Unis, est jugé par un tribunal pénal, en 2024, trois ans après la fin de son mandat.
Trump fait face à 34 accusations de falsification de dossiers commerciaux dans l'intention de commettre ou de dissimuler un autre crime lié au versement de fonds à l'actrice de films pornographiques Stormy Daniels en échange de son silence sur une prétendue relation sexuelle entre eux (en). Le procureur du district de Manhattan (en) (DA) accuse Trump d'avoir falsifié ces documents commerciaux dans le but de violer les limites de financement des campagnes fédérales, d'influencer illégalement l'élection présidentielle américaine de 2016 et de commettre une fraude fiscale. Les accusations sont passibles d'une peine maximale de 20 ans de prison si Trump est reconnu coupable de cinq chefs d'accusation ou plus, ce qui est le cas.
L'acte d'accusation, le premier à l'encontre d'un ancien président américain, est approuvé par un grand jury de Manhattan le 30 mars 2023. Trump quitte sa résidence de Floride pour New York le 3 avril 2023, où il se rend au bureau du procureur de Manhattan et est interpellé le lendemain. Trump plaide non coupable et déclare qu'il continuera de faire campagne pour l'élection présidentielle de 2024 même s'il est reconnu coupable. Le procès débute le 15 avril 2024. Le 30 avril 2024, Trump devient le premier président américain à être arrêté pour outrage au tribunal, en raison de commentaires qu'il fait plus tôt au cours du mois à propos des personnes impliquées dans le procès.
Avant, pendant et après le procès, la défense demande que l'affaire soit retardée ou classée, que le juge Juan Merchan se récuse et que le procès soit annulé : ces motions restant sans suite. L'accusation fait valoir que l'accord de non-divulgation cosigné par Stormy Daniels constitue un cas d'influence électorale illégale, du fait qu'il profite à la campagne de Trump de 2016 (en), Daniels ayant été payée secrètement par l'intermédiaire de l'ancien avocat de Trump, Michael Cohen, lui-même remboursé via un faux mandat. L'accusation s'arrête le 20 mai 2024, après avoir cité vingt témoins. La défense fait valoir que Trump n'est au courant d'aucun stratagème prétendument illégal, que Cohen n'est pas un témoin fiable et que l'accord de mandat entre eux est valide. La défense a terminé de présenter son dossier le 21 mai 2024, après avoir cité deux témoins.
Le 30 mai, Trump est reconnu coupable des 34 chefs d'accusation et devient le premier ancien président américain à être reconnu coupable d'un crime, étatique ou fédéral.

## Contexte

### Scandale Stormy Daniels-Donald Trump
En juillet 2006, Stormy Daniels, une actrice de films pornographiques américaine, a rencontré Trump lors d'un tournoi de golf de célébrités au Nevada. À l'époque, Trump était l'animateur de la série télé-réalité The Apprentice et était marié à Melania Trump. Leur fils, Barron Trump, venait de naître. Selon Daniels, Trump l'a invitée dans son penthouse à Harrah's Lake Tahoe (en) où les deux ont eu des relations sexuelles et ont parlé de faire d'elle une invitée sur The Apprentice,. En 2011, Daniels a envisagé de vendre l'histoire au magazine de célébrités Life & Style (en) pour 15 000 $ alors que Trump commençait à explorer une éventuelle candidature présidentielle. Son avocat, Michael Cohen, a menacé de poursuivre Life & Style en justice lorsqu'il a demandé des commentaires à la Trump Organization. L'agent de Daniels, Gina Rodriguez, a divulgué l'histoire au blog de potins The Dirty en octobre. Le message a été retiré par les avocats de Trump et Daniels a contesté la véracité de l'histoire.
Au début de la campagne présidentielle de Trump en 2016 (en), Rodriguez a approché plusieurs publications, dont le National Enquirer, et a tenté de vendre l'histoire. Le National Enquirer a acheté l'histoire à la suite de la publication d'une bande obscène (en) entre Trump et l'animateur de télévision Billy Bush (en) en octobre 2016. Dans un effort pour aider la campagne Trump, le National Enquirer a cherché à supprimer l'histoire. Plutôt que de payer Daniels, le rédacteur en chef du National Enquirer, Dylan Howard, a négocié un accord de non-divulgation de 130 000 $ avec Cohen. À l'approche des élections, Cohen a tenté de trouver l'argent et a retardé à plusieurs reprises son paiement. Keith Davidson (en), l'avocat de Daniels, a annulé l'accord en octobre 2016. Réalisant que son travail pour dissimuler l'histoire pourrait être révélé, Cohen a prélevé l'argent de sa ligne de crédit sur valeur domiciliaire (en) et l'a envoyé par l'intermédiaire d'une société écran constituée dans le Delaware.
Trump a d'abord nié avoir eu connaissance du chèque à l'ordre de Daniels. En avril 2018, à bord d'Air Force One, il a déclaré à un journaliste qu'il ne savait pas où Cohen avait obtenu l'argent. Rudy Giuliani, un avocat de Trump, a réfuté ces affirmations dans une interview à Fox News, affirmant que Trump était au courant des paiements. Trump a écrit plusieurs chèques, totalisant 420 000 $ à Cohen. Les chèques lui ont remboursé l'accord de non-divulgation et ont couvert les coûts pour Cohen de manipuler les sondages en ligne pour renforcer le statut de Trump. Les 180 000 $ versés à Cohen ont été doublés pour compenser les impôts et 60 000 $ ont été ajoutés. Ces paiements ont été effectués tout au long de 2017, au cours de la première année de la présidence de Trump. Les paiements versés à Cohen ont été qualifiés de frais juridiques, un délit à New York. Les procureurs ont également examiné la légalité du paiement de Cohen. À New York, falsifier des documents commerciaux pour dissimuler un crime est un crime de classe E (en).

## Commentaires et réactions

### Donald Trump
Tout le long de la procédure, Donald Trump et ses alliés républicains, au Congrès comme plusieurs de ses adversaires à la primaire du parti, dénoncent le procès qui serait diligenté par Joe Biden et les démocrates pour l'empêcher de candidater à l'élection présidentielle. Le juge lui impose un gag order qu'il juge anticonstitutionnel,.
Le lendemain de sa condamnation, Donald Trump organise une conférence de presse à la Trump Tower durant laquelle il qualifie le procès d'« escroquerie », de « procès truqué », de harcèlement judiciaire, et dénonce l'« œuvre de Washington », et annonce qu'il fera appel. Il a aussi lancé une levée de fonds et s'est qualifié de « prisonnier politique ». Donald Trump et son équipe ont également déclaré que le « vrai verdict » sera le résultat de l'élection présidentielle en novembre 2024.